# أولاد الشيخ (أولاد عمران)
أولاد الشيخ هي إحدى مشيخات المملكة المغربية، تتبع جغرافيا لإقليم سيدي بنور وإداريًا لأولاد عمران. يقدر عدد سكانها بـ 12703 نسمة حسب الإحصاء الرسمي للسكان والسكنى لسنة 2004.